# Robotyne
Robotyne (ukr. Роботине) – wieś na Ukrainie, w obwodzie zaporoskim, w rejonie połohowskim. Według spisu ludności z 2001 roku wieś liczyła 480 mieszkańców.

## Wojna rosyjsko-ukraińska

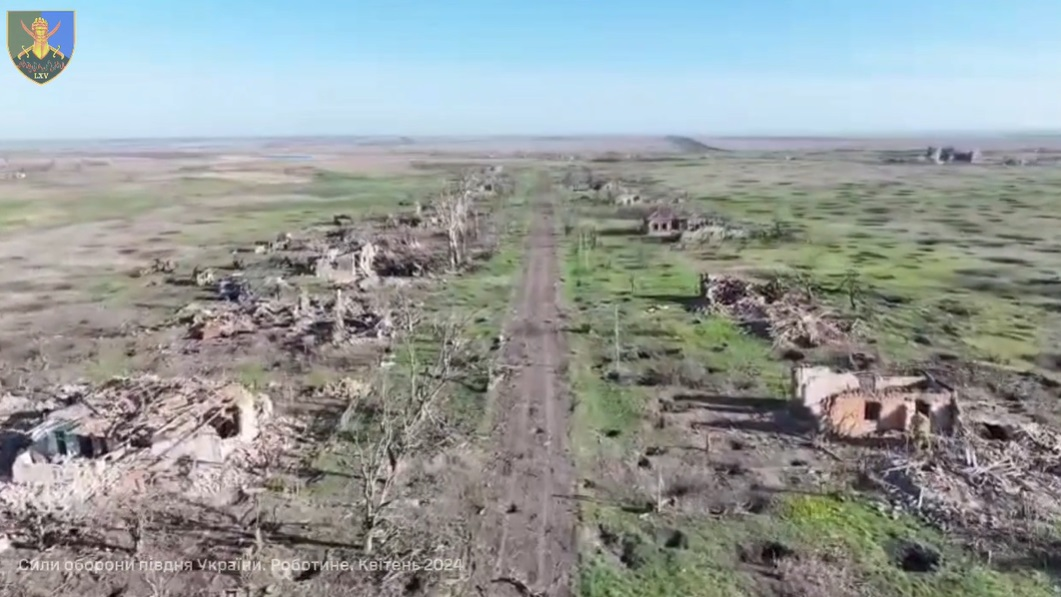
Robotyne, 2024. Pokłosie walk ukraińsko-rosyjskich

23 sierpnia 2023 roku podczas ukraińskiej kontrofensywy dotychczas okupowana przez Rosjan wieś została wyzwolona przez Siły Zbrojne Ukrainy. 15 maja 2024 roku pojawiły się doniesienia, że rosyjska armia ponownie zajęła miejscowość.